# A.J. Pierzynski
Anthony John Pierzynski (ur. 30 grudnia 1976) – amerykański baseballista, który występował na pozycji łapacza.

## Kariera zawodnicza

### Minnesota Twins
Po ukończeniu szkoły średniej, w czerwcu 1994 został wybrany w trzeciej rundzie draftu przez Minnesota Twins i początkowo występował w klubach farmerskich tego zespołu, między innymi w Salt Lake Buzz, reprezentującym poziom Triple-A. W Major League Baseball zadebiutował 9 września 1998 w meczu przeciwko Anaheim Angels. W 2002 po raz pierwszy wystąpił w Meczu Gwiazd.

### San Francisco Giants
W listopadzie 2003 przeszedł do San Francisco Giants za  Joego Nathana, Francisco Liriano i Boofa Bonsera. W zespole Giants rozegrał 131 meczów, uzyskał średnią 0,272, zdobył 11 home runów i zaliczył RBI. Po zakończeniu sezonu został wolnym agentem.

### Chicago White Sox

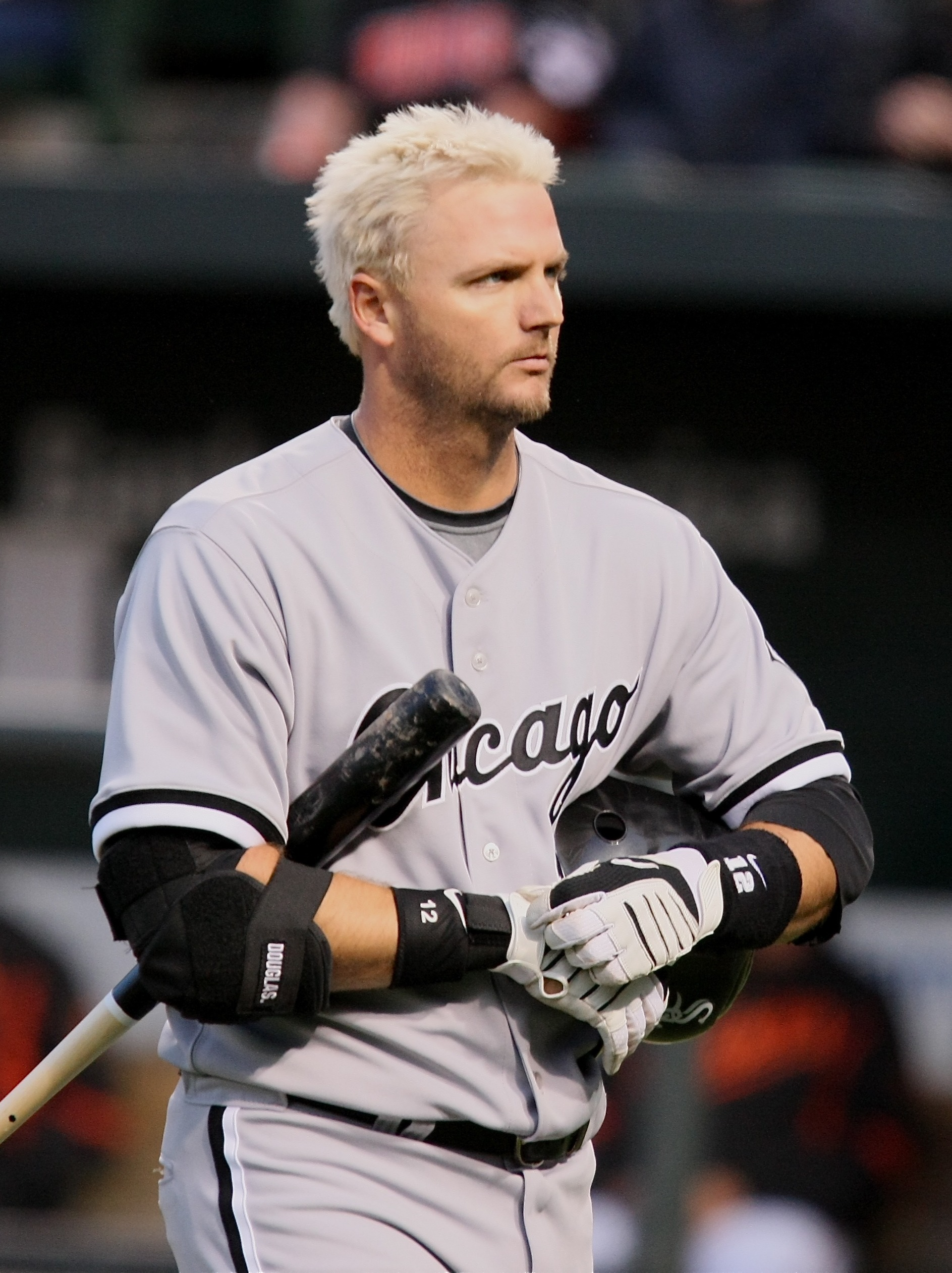
A.J. Pierzynski jako zawodnik Chicago White Sox.

6 stycznia 2005 podpisał kontrakt z Chicago White Sox. W tym samym roku zagrał we wszystkich meczach World Series, w których White Sox pokonali Houston Astros 4–0 i zdobyli pierwszy od 1917 roku tytuł mistrzowski. W 2006 zdobył najwięcej głosów w ostatecznym głosowaniu do Meczu Gwiazd i po raz drugi w karierze znalazł się w kadrze AL All-Star Team. W tym samym roku pobił rekord American League należący do Yogiego Berry, nie popełniając błędu w 962 kolejnych akcjach w defensywie, od 18 kwietnia 2005 do 19 maja 2006.
18 kwietnia 2007 był łapaczem w meczu, w którym Mark Buehrle zaliczył no-hittera, zaś 21 kwietnia 2012 grał na tej pozycji w spotkaniu, w którym Philip Humber zanotował perfect game. W tym samym roku wyrównał rekord klubowy, zdobywając przynajmniej jednego home runa w pięciu kolejnych meczach, a także otrzymał nagrodę Silver Slugger Award.

### Texas Rangers
W grudniu 2012 podpisał roczny kontrakt wart 7,5 miliona dolarów z Texas Rangers. W zespole z Teksasu występował przez jeden sezon.

### Boston Red Sox
W grudniu 2013 podpisał roczną umowę z Boston Red Sox, w którym rozegrał 72 mecze. 16 lipca 2014 został zwolniony z kontraktu.

### St. Louis Cardinals
Dziesięć dni później został zawodnikiem St. Louis Cardinals, sprowadzonym z powodu kontuzji pierwszego łapacza w zespole Yadiera Moliny. Po zakończeniu sezonu został wolnym agentem.

### Atlanta Braves
7 stycznia 2015 podpisał roczny kontrakt wart 2 miliony dolarów z Atlanta Braves. 27 kwietnia 2016 w meczu przeciwko Boston Red Sox został dziewiątym w historii MLB łapaczem, który osiągnął pułap 2000 uderzeń. W marcu 2017 postanowił zakończyć zawodniczą karierę.

## Nagrody i wyróżnienia
| Nagroda/wyróżnienie      | Lata       | Źródło |
| 2× All-Star              | 2002, 2006 | [ 1 ]  |
| Silver Slugger Award     | 2012       | [ 1 ]  |
| Zwycięzca w World Series | 2005       | [ 3 ]  |